# Nami Nabekura
Nami Nabekura –en japonés, 鍋倉那美, Nabekura Nami– (Himeji, 11 de abril de 1997) es una deportista japonesa que compite en judo.
Ganó una medalla de oro en los Juegos Asiáticos de 2018 y dos medallas en el Campeonato Asiático de Judo, en los años 2017 y 2022.

## Palmarés internacional
| Juegos Asiáticos    | Juegos Asiáticos       | Juegos Asiáticos | Juegos Asiáticos |
| Año                 | Lugar                  | Medalla          | Categoría        |
| ------------------- | ---------------------- | ---------------- | ---------------- |
| 2018                | Yakarta (Indonesia)    | Medalla de oro   | –63 kg           |
| Campeonato Asiático |                        |                  |                  |
| Año                 | Lugar                  | Medalla          | Categoría        |
| 2017                | Hong Kong (China)      | Medalla de oro   | –63 kg           |
| 2022                | Nursultán (Kazajistán) | Medalla de plata | –63 kg           |